# غريغ دوجلاس
غريغ دوجلاس (بالإنجليزية: Greg Douglass)‏ هو موسيقي أمريكي، ولد في 11 أكتوبر 1949 في أوكلاند في الولايات المتحدة.